# Crisi de Samoa
La crisi de Samoa va ser un enfrontament entre els Estats Units d'Amèrica contra l'Imperi Alemany entre 1887 i 1889 pel control de les illes Samoa durant la Primera guerra civil de Samoa. L'incident va suposar que tres vaixells de guerra de la Marina dels Estats Units (l'sloop de guerra USS Vandalia, el vaixell de vapor USS Trenton i la canonera USS Nipsic) i tres vaixells de guerra de la Marina Imperial alemanya (les canoneres SMS Adler, SMS Eber i SMS Olga), estiguessin a la zona durant diversos mesos, vigilant-se en una calma tensa al port d'Apia, supervisats per la corbeta britànica HMS Calliope.
L'enfrontament va acabar entre el 15 i 16 de març de 1889, quan un cicló va destrossar els sis vaixells de guerra que estaven refugiats al port. El HMS Calliope va poder escapar del port i va sobreviure a la tempesta. Robert Louis Stevenson no va ser testimoni de la tempesta ni de les seves seqüeles a Apia, però va escriure, després de la seva arribada a Samoa (desembre de 1889), sobre l'esdeveniment.

## Antecedents
El 1830, els missioners britànics John Williams (1796-1839) i Charles Barff (1791-1866) de la Societat Missionera de Londres, juntament amb els cristians tahitians, van fundar una missió religiosa a Sapapalii, a l'illa de Savai'i. La conversió del cap de l'illa Upolu, Malietoa Vainupo, va demostrar que els esforços dels missioners van ser molt propicis.

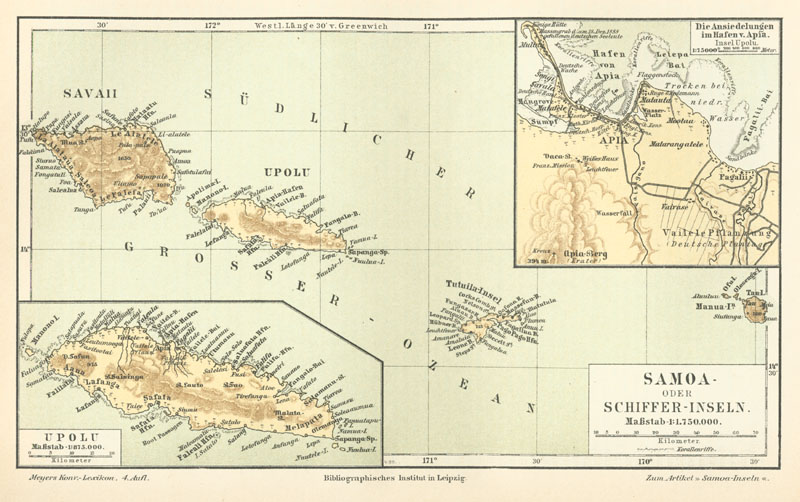
Mapa de les Illes Samoa amb la capital Apia, c. 1890

Entre 1839 i 1861 es van obrir consolats americans, britànics i alemanys a les illes de Samoa. Els primers en comerciar amb Samoa van ser la casa de comerç d'Hamburg i l'empresa naviliera J.C. Godeffroy & Sohn que pertanyia a Johann Cesar VI. Godeffroy (conegut com el «Rei del Mar del Sud»). No obstant això, les tres grans potències, cadascuna pel seu compte, van intentar obtenir la màxima posició possible a l'illa.
Les primeres plantacions de coco alemanyes de 1865 van descobrir que les illes eren riques i fèrtils. Per al seu cultiu, les grans potències van contractar treballadors melanesis (els primers treballadors xinesos van ser contractats només després de la fundació de la colònia alemanya de Samoa el 1902).
El 1878-1879, els Estats Units, Alemanya i Gran Bretanya ja havien conclòs acords comercials amb Samoa i uns anys més tard van intentar ajudar el seu candidat favorit, Malietoa Talavou, a convertir-se en el cap de totes les illes (diversos caps tribals estaven lluitant entre ells durant dècades pel control de l'arxipèlag). Malietoa va rebre el suport del canceller alemany Otto von Bismarck a través del capità de cobeta Karl August Deinhard. Mentrestant, els Estats Units d'Amèrica van rebre el port de Pago Pago, a l'illa de Tutuila (una illa a l'est de Samoa), i l'Imperi Alemany va rebre el port d'Apia, a l'illa d'Upolu (a Samoa Occidental).
El 1884, els mariners alemanys van ocupar Apia i es va signar un contracte entre Alemanya i rei Malietoa per assegurar i augmentar encara més la influència alemanya a Samoa. Un any més tard, es va iniciar un conflicte diplomàtic amb la Gran Bretanya quan el Comissionat Especial alemany a Samoa, Gustav Travers, amb el suport de la canonera SMS Albatros, va hissar la bandera del Reich alemany a la ciutat neutral d'Apia.
El 26 de juliol de 1887, l'Imperi Alemany, la Gran Bretanya i els Estats Units d'Amèrica van realitzar una conferència a Washington DC per parlar sobre el seu domini de Samoa, però va ser infructuosa perquè els britànics i els estatunidencs no van voler reconèixer el mandat alemany sobre Samoa.

## La intervenció
A l'octubre de 1888, vaixells de la flota estatunidenca van lliurar armes als indígenes i van observar les operacions alemanyes a través de les seves missions protestants.

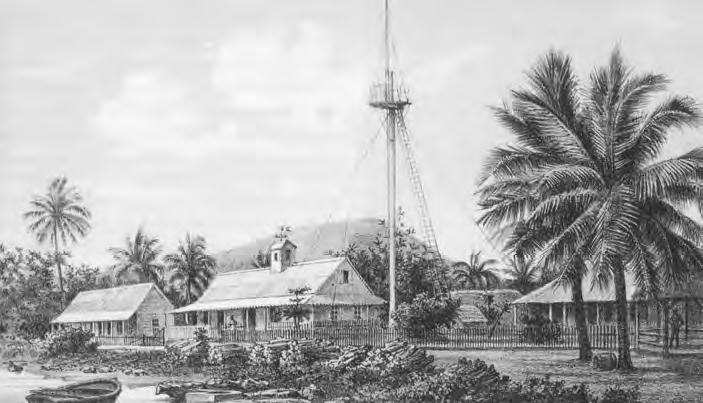
Consolat alemany a Apia, 1870

La canonera SMS Eber va tornar a Apia el 22 de novembre per a recollir el seu nou capità, Eugen Wallis. La crisi a Samoa entre les flotes alemanya, britànica i americana va començar quan tres vaixells de l'US Navy (USS Trenton, USS Vandalia i USS Nipsic), i un vaixell de la Royal Navy (HMS Calliope) també es van dirigir cap a la badia d'Apia. Mentrestant, el SMS Eber va rebre el suport de les canoneres SMS Adler i SMS Olga.
Els anglo-americans van donar suport a un cap tribal d'una illa veïna, Mataafa Josefo (1832-1912), que va iniciar una rebel·lió contra les empreses de plantació alemanyes. Pel costat alemany, 220 soldats eren els responsables de tornar l'ordre a l'illa. Setze alemanys (incloent un mariner del SMS Eber) van morir i vint-i-set són ferits greument durant la lluita el 18 de desembre a Vailele. Quatre setmanes més tard, el consolat alemany a Apia és destruït per les flames. Mentre els vaixells anglosaxons eren a prop i ancorats a la badia d'Apia, el SMS Eber va tenir temps de fer un viatge d'anada i tornada a Auckland per enviar un telegrama a Berlín. El seu retorn a la badia d'Apia va ser fatal perquè un cicló tropical va creuar les illes Samoa a mitjans de març de 1889.
Tots els vaixells van ancorar a la badia d'Apia creient que era el lloc més protegit. El cicló que va arribar el 16 de març de 1889 a Apia va ser devastador. Només el HMS Calliope, que tenia motors potents, va aconseguir sortir de la badia. Els altres vaixells van ser llançats contra les roques de la costa, xocant uns contra els altres. El SMS Eber va llançar les seves tres ancores i va ficar la seva maquinària al fons del vaixell per a enfrontar millor les onades i el vent furiós. Finalment, és llançat a la platja.

## Conseqüències
Van morir 73 membres de les tripulacions alemanyes, inclòs el capità del SMS Eber. Només quatre mariners i un oficial van sobreviure al desastre (cinc homes de la tripulació estaven a terra per defensar el consolat alemany). Quan va finalitzar el cicló, la costa estava plena de restes de vaixells. Gairebé 135 mariners van morir en total en els sis vaixells destrossats. El SMS Olga va ser l'únic vaixell que va poder ser reparat. Els supervivents estatunidencs van ser evacuats a Sydney.
La Guerra civil de Samoa va continuar, on Alemanya va lluitar contra els Estats Units i la Gran Bretanya. La guerra va finalitzar amb el Tractat de Berlin de 1899 i la partició de les Illes Samoà en Samoa americana i Samoa alemanya.

## Galeria d'imatges

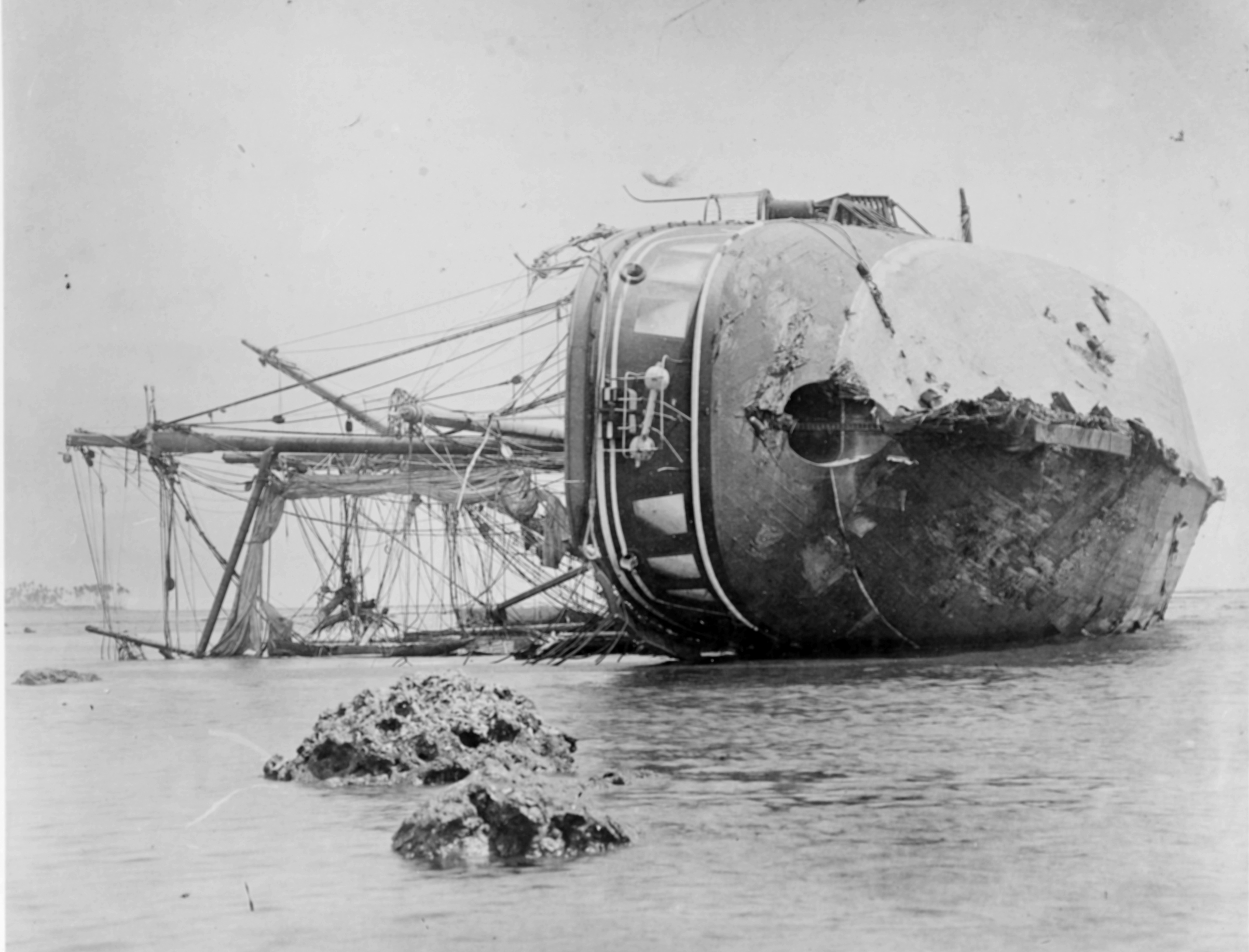
SMS Adler arrossegat fins a la platja, 1889
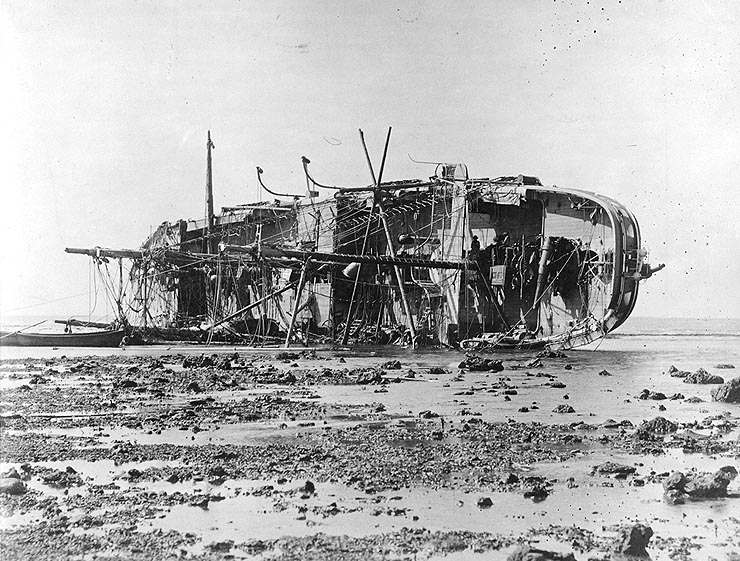
Vista de la coberta del SMS Adler, 1889
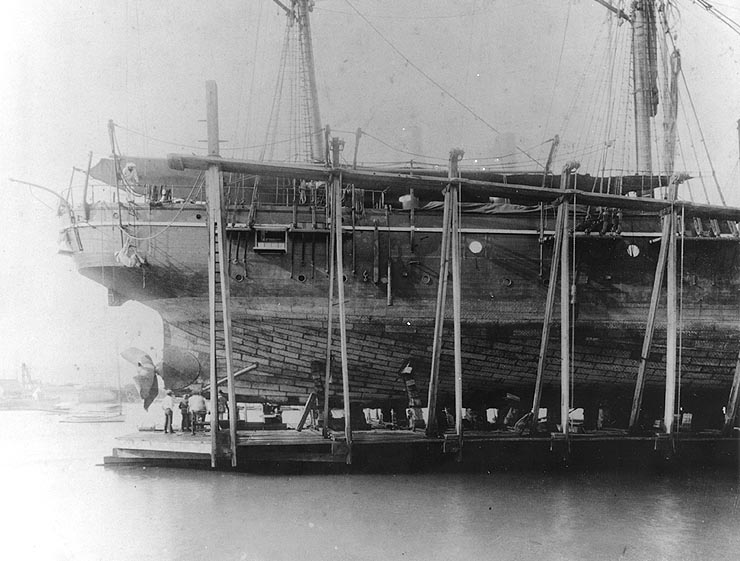
Naufragi de l'USS Nipsic
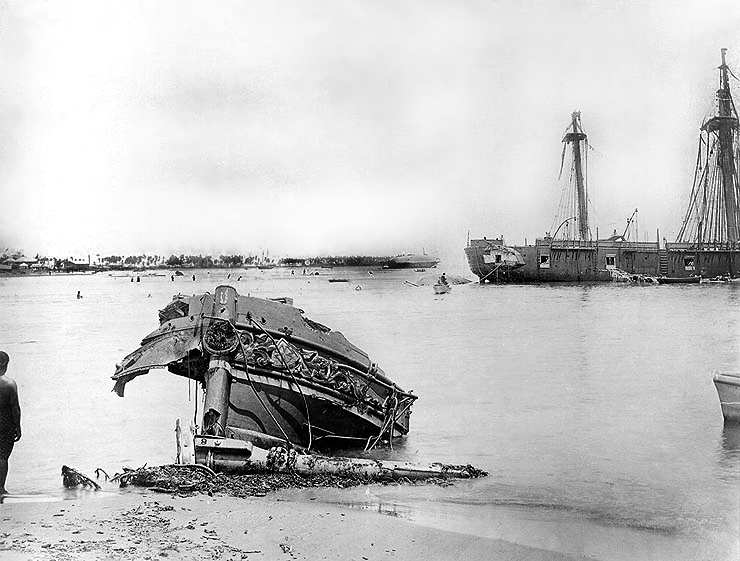
Vaixells destrossats al port d'Apia. La canonera alemanya SMS Eber es troba a la platja, la popa de l'USS Trenton és a la dreta, amb l'enfonsat USS Vandalia al costat. Es pot veure el SMS Adler lluny, a la part central
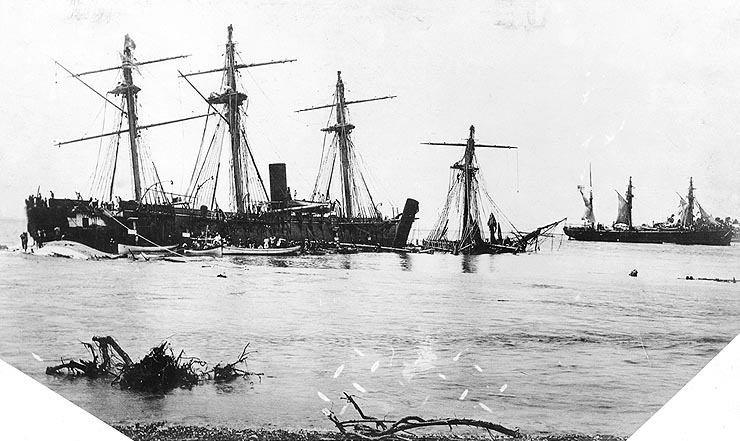
Vaixells naufragats al port d'Apia durant els esforços de salvament poc després de la tempesta. La vista mira cap al nord, amb l'USS Trenton i l'enfonsat USS Vandalia a l'esquerra, i el vaixell alemany SMS Olga a la dreta. Les restes a la popa de l'USS Trenton pot ser del vaixell alemany SMS Eber, que va ser destruït quan es va colpejar contra l'escull del port durant el cicló
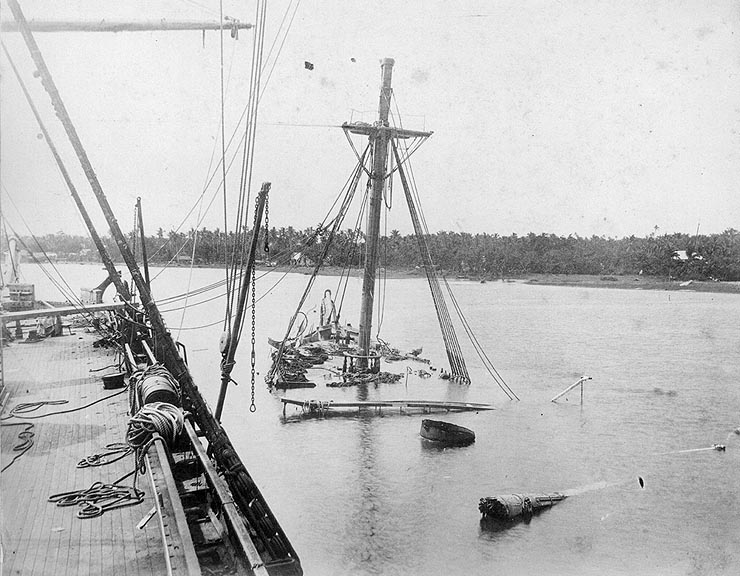
Una vista de l'enfonsat USS Vandalia des del pont de l'USS Trenton
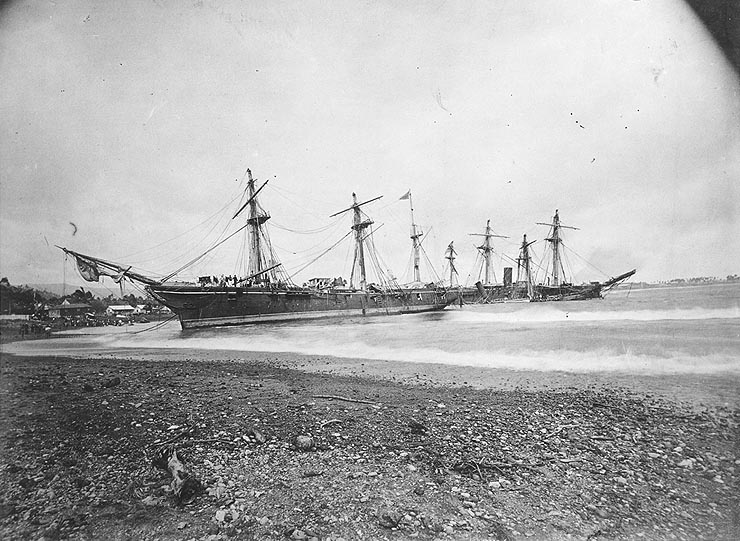
Un altre angle dels vaixells de guerra destrossats
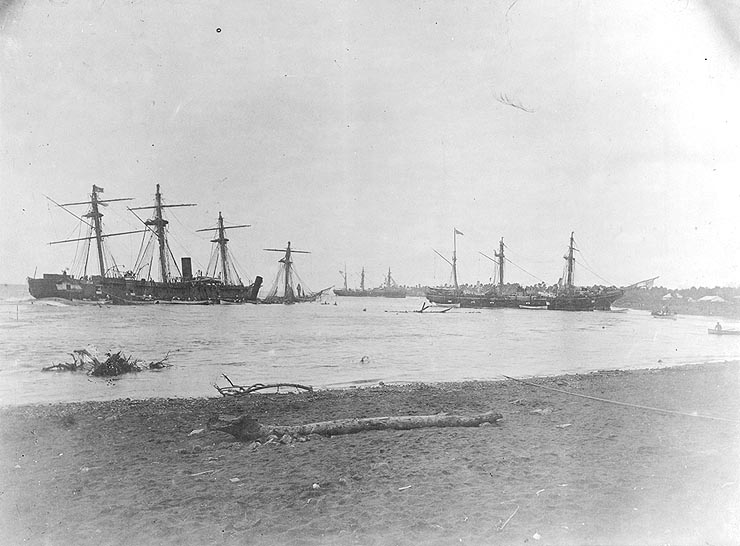
Vaixells de guerra destrossats a Apia
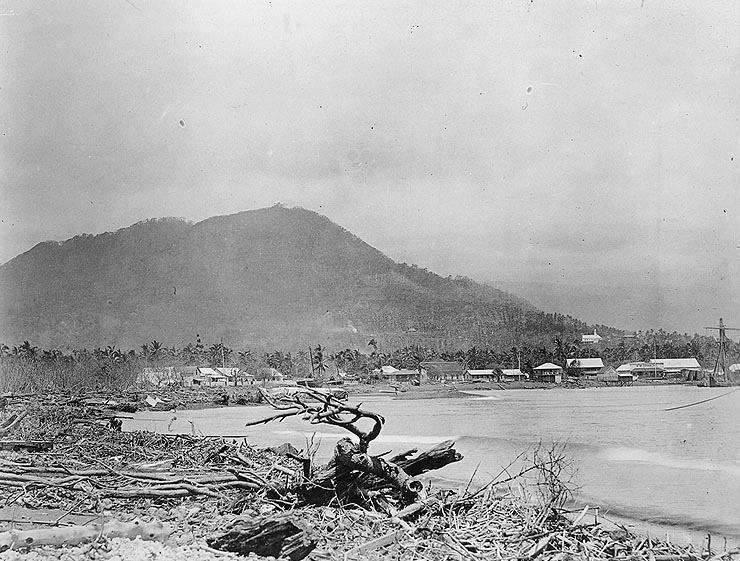
Platja d'Apia coberta de fusta a la deriva i restes dels vaixells de guerra destruïts
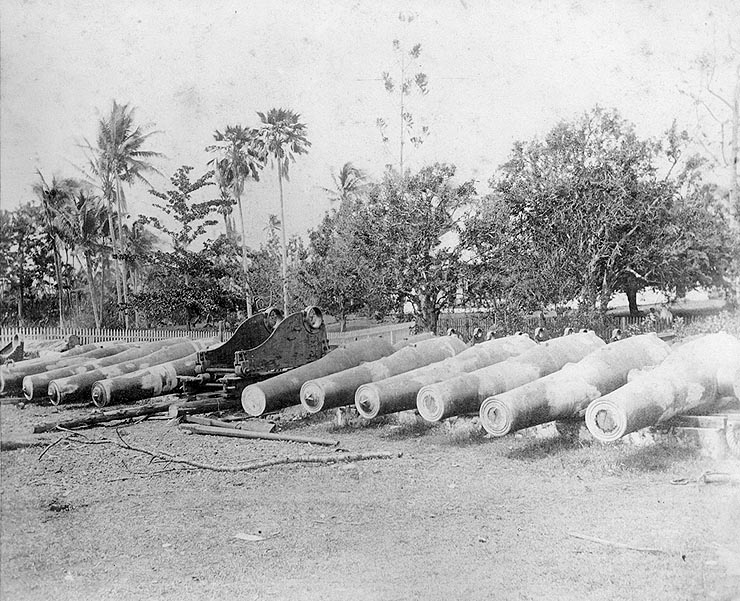
Armes rescatades de les naus americanes destrossades a Apia
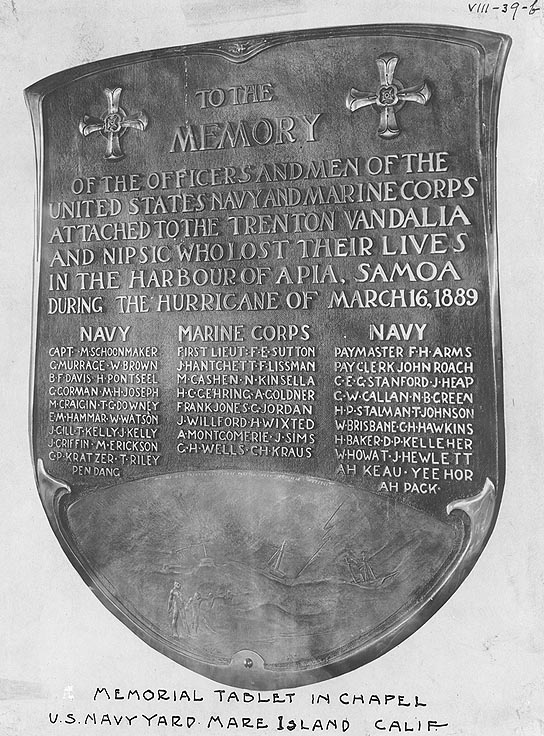
Un memorial a Mare Island Naval Yard per als americans morts pel cicló
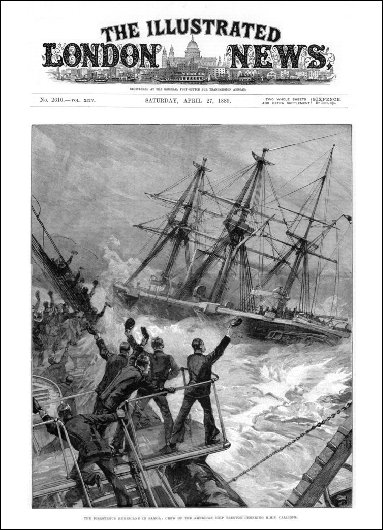
Illustrated London News del 27 d'abril de 1889